# WTA Tour Championships 2012
WTA Tour Championships 2012, známý také jako Turnaj mistryň 2012 či se jménem sponzorů TEB BNP Paribas WTA Championships 2012, byl jedním ze dvou závěrečných tenisových turnajů ženské profesionální sezóny 2012 pro osm nejvýše postavených žen ve dvouhře a čtyři nejlepší páry ve čtyřhře na žebříčku WTA Race.
Uskutečnil se ve dnech 23. až 28. října, podruhé v tureckém hlavním městě Istanbulu. Dějištěm konání se stala hala Sinan Erdem Dome, v níž byl instalován dvorec s tvrdým povrchem. Celkové odměny činily 4 900 000 amerických dolarů. Hlavními sponzory byly společnost TEB a bankovní dům BNP Paribas.
Obhájkyněmi titulů byly ve dvouhře Češka Petra Kvitová a ve čtyřhře americká dvojice Liezel Huberová a Lisa Raymondová. Jedinou hráčkou, která se kvalifikovala do obou soutěží je Italka Sara Erraniová.
Kvitová odstoupila po první prohře pro zánět nosohltanu. Nahradila ji Australanka Samantha Stosurová. Polka Agnieszka Radwańská a Italka Sara Erraniová odehrály v základní skupině nejdelší třísetové utkání celé historie Turnaje mistryň. Poprvé od roku 1989 postoupily do semifinále první čtyři tenistky žebříčku WTA – Azarenková, Šarapovová, Williamsová a Radwańska, a poprvé od roku 2003 také pronikly do vyřazovací fáze všechny čtyři nejvýše nasazené hráčky. Třetí singlový titul z této události získala Američanka Serena Williamsová, která zvítězila ve všech pěti utkáních. V soutěži čtyřhry vyhrály premiérový triumf Rusky Maria Kirilenková a Naděžda Petrovová.

## Turnaj

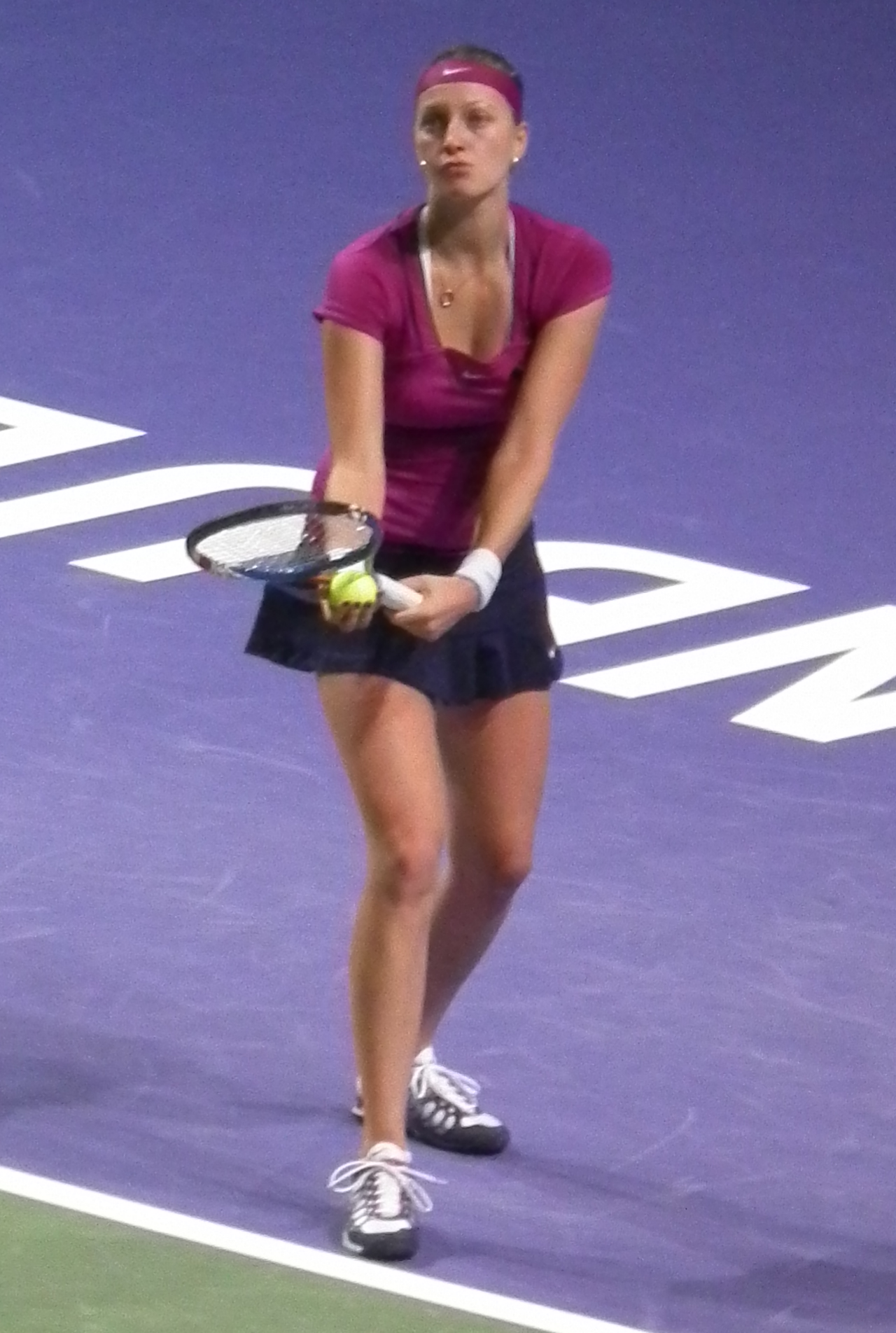
Obhájkyní titulu byla Petra Kvitová

Istanbulská aréna Sinan Erdem Dome hostila mezi 23. až 28. říjnem 2012 čtyřicátý druhý ročník turnaje mistryň ve dvouhře a třicátý sedmý ve čtyřhře. Událost organizovala Ženská tenisová asociace (WTA) jako součást okruhu WTA Tour 2012. Jednalo se o větší ze dvou závěrečných turnajů sezóny. Menším pak byl Tournament of Champions, hraný v následujícím týdnu po turnaji mistryň, který je určen pro nejlepší hráčky okruhu, a to podle specifických kritérií, nezúčastněné na této události.

### Formát
Soutěže dvouhry se účastnilo osm hráček, z nichž každá odehrála tři vzájemné zápasy v jedné ze dvou čtyřčlenných základních skupin – červené a bílé. První dvě tenistky z každé skupiny postoupily do semifinále, které bylo hráno vyřazovacím systémem pavouka. První z bílé skupiny se utkala s druhou z červené skupiny a naopak. Vítězky semifinále se následně střetly ve finále o pohár Billie Jean Kingové.
V soutěži čtyřhry nastoupily čtyři páry, jež hrály přímo vyřazovacím systémem pavouka semifinále a vítězky pak finále.

### Kritéria pořadí v základní skupině
Konečné pořadí v základní skupině se řídilo následujícími kritérii:
1. největší počet vyhraných utkání
2. největší počet odehraných utkání; nebo
3. pokud mají dvě hráčky stejný počet výher, pak rozhoduje jejich vzájemné utkání; pokud mají tři hráčky stejný počet výher, pak:

a) tenistka, která odehrála méně než tři utkání bude automaticky vyřazena a dále postoupí hráčka, jež vyhrála vzájemný zápas mezi dvěma zbývajícími; nebo
b) dalším kritériem je nejvyšší procento vyhraných setů; nebo
c) dalším kritériem je nejvyšší procento vyhraných her.

## Finanční odměny a body
Celkový rozpočet turnaje činil 4,9 miliónu dolarů.
| Fáze                       | Dvouhra          | Čtyřhra  | Body1     |
| -------------------------- | ---------------- | -------- | --------- |
| Vítězka                    | ZS2 + $1 295 000 | $375 000 | ZS2 + 810 |
| Finalistka                 | ZS2 + $435 000   | $187 500 | ZS2 + 360 |
| Semifinalistka             | ZS2 + $35 000    | $93 750  | ZS2       |
| Základní skupina (3 výhry) | $455 000         | -        | 690       |
| Základní skupina (2 výhry) | $340 000         | –        | 530       |
| Základní skupina (1 výhra) | $225 000         | –        | 370       |
| Základní skupina (0 výher) | $110 000         | –        | 210       |
| Náhradnice                 | $50 000          | –        |           |

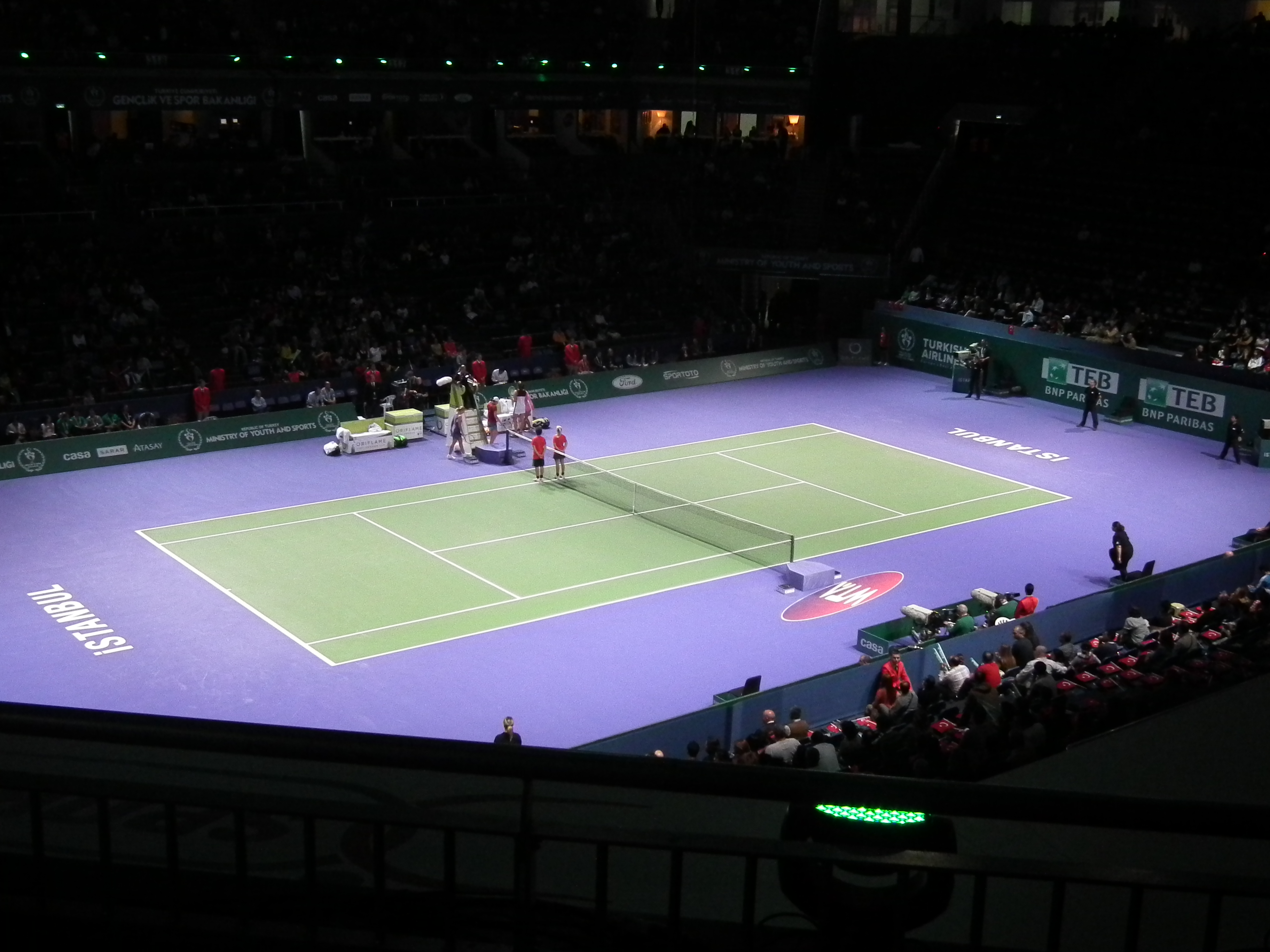
Tenisový dvorec v aréně

- 1 – za každý odehraný zápas hráčka získala automaticky 70 bodů do žebříčku a za každé vítězství dále navíc 160 bodů.
- 2 – ZS znamená celkové finanční odměny či body obdržené v základní skupině. ZS pro čtyřhru činily 690 bodů (ty jsou uděleny prohraným semifinalistkám).

## Ženská dvouhra

### Nasazení hráček
| Pořadí | Hráčka              | Body  | Turnajů | Kvalifikována |
| ------ | ------------------- | ----- | ------- | ------------- |
| 1.     | Viktoria Azarenková | 8 911 | 15 (14) | 6. září       |
| 2.     | Maria Šarapovová    | 8 415 | 15 (12) | 6. září       |
| 3.     | Serena Williamsová  | 7 900 | 13 (12) | 10. září      |
| 4.     | Agnieszka Radwańská | 6 915 | 20      | 24. září      |
| 5.     | Angelique Kerberová | 5 350 | 19      | 4. října      |
| 6.     | Petra Kvitová       | 5 310 | 18 (16) | 4. října      |
| 7.     | Sara Erraniová      | 4 975 | 21      | 4. října      |
| 8.     | Li Na               | 4 726 | 17 (16) | 5. října      |

     bílá skupina
     červená skupina

### Kvalifikované hráčky
Viktoria Azarenková a Maria Šarapovová se 6. září staly prvními dvěma hráčkami, které se kvalifikovaly na Turnaj mistryň.

#### Viktoria Azarenková
Viktoria Azarenková zaznamenala nejlepší sezónu dosavadní kariéry, když vyhrála šest turnajů ve dvouhře, včetně prvního grandslamu. Stala se olympijskou vítězkou a 21. světovou jedničkou v historii žebříčku WTA.

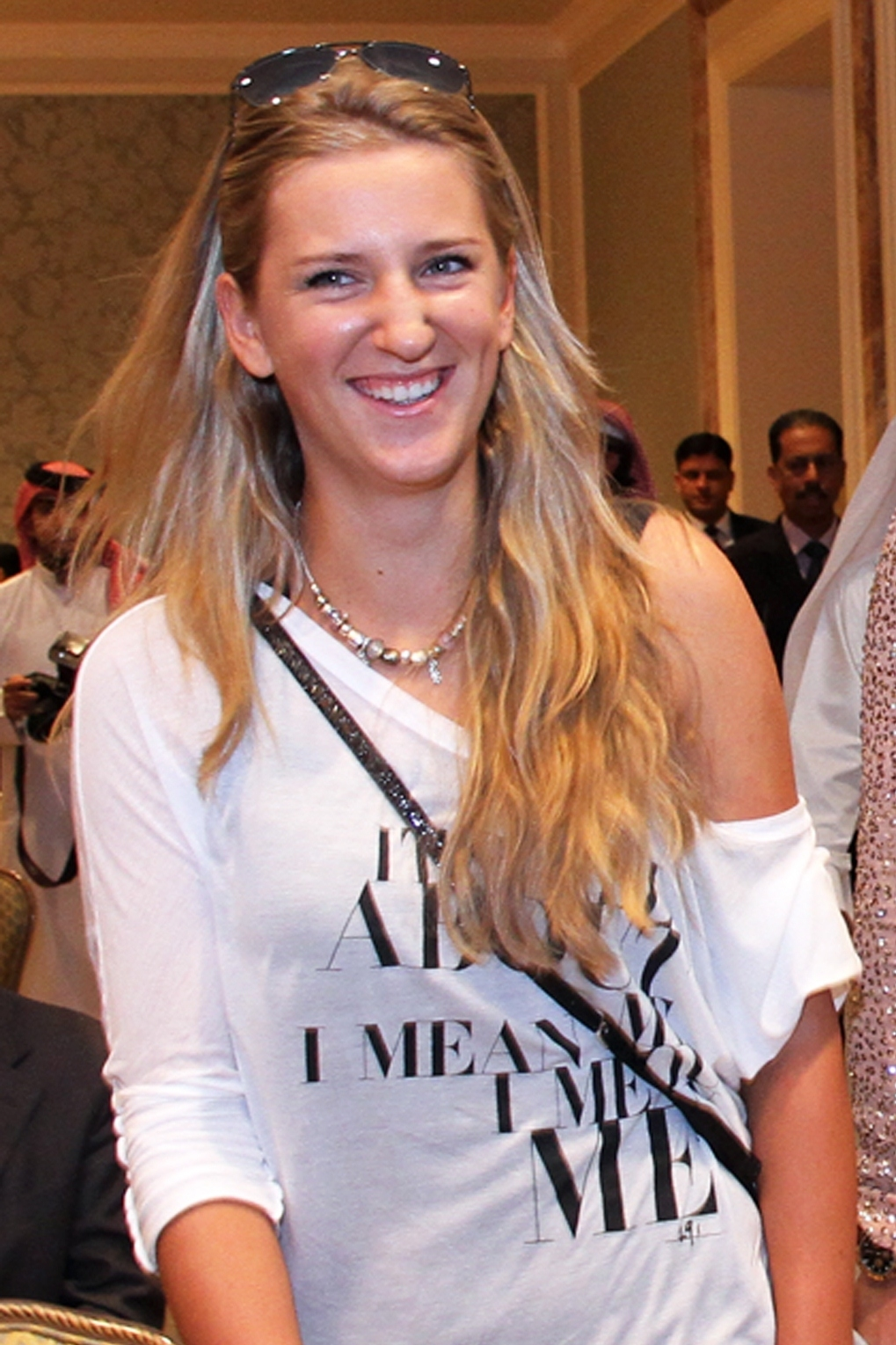
Viktoria Azarenková na tiskovce v Dauhá

Sezónu zahájila na turnaji v Sydney, kde ve finále vyhrála nad Li Na výsledkem 6–2, 1–6, 6–3 a získala svůj první titul roku. V Melbourne si připsala svůj premiérový grandslamový titul kariéry. V semifinále porazila obhájkyni titulu Kim Clijstersovou 6–4, 1–6, 6–3 a ve finále nadělila Rusce Marii Šarapovové kanára. Konečný výsledek zápasu činil 6–3, 6–0. Po tomto vítězství se 30. ledna poprvé posunula do čela žebříčku WTA. Následoval Qatar Total Open, kde v semifinále potřetí v řadě porazila Agnieszku Radwańskou, tentokrát po setech 6–2, 6–4. Ve finále si pak hladce poradila se Stosurovou 6–1, 6–2. Na turnaji ztratila celkově jen 18 her.
Na americkém turnaji v Indian Wells, řadícím se do kategorie Premier Mandatory pokračovala ve vítězném tažení. Ve finále porazila světovou dvojku Marii Šarapovovou výsledkem 6–2, 6–3. Po tomto utkání měla v aktuální sezóně bilanci zápasů 23–0 ve svůj prospěch. Na dalším Miami Masters ji ve čtvrtém kole téměř porazila Slovenka Dominika Cibulková. Zápas však dovedla do vítězného konce, když triumfovala ve třech setech 1–6, 7–67 a 7–5. Ve čtvrtfinále však na svou soupeřku Marion Bartoliovou nestačila a připsala si tak svou první prohru v sezoně 3–6, 3–6.
Na německém Porsche Tennis Grand Prix ve Stuttgartu zdolala již popáté za sebou Radwańskou, ve finále však byla podruhé v roce poražena, a to od Šarapovové poměrem 1–6 a 4–6. Na Roland Garros vypadla ve 4. kole se slovenskou hráčkou Dominikou Cibulkovou 0–2 na sety, což znamenalo ztrátu pozice světové jedničky, na které setrvala devatenáct týdnů v řadě. Ve Wimbledonu jako turnajový dvojka skončila druhý rok v řadě v semifinále, a to opět s pozdější vítězkou turnaje, kterou se stala Serena Williamsová.
Do londýnského olympijského turnaje hraného opět v All England Clubu necelý měsíc po skončení Wimbledonu vstupovala jako světová jednička a první nasazená. V semifinále skončila na raketě Sereny Williamsové, když na ni uhrála pouze tři gamy. Bronzovou medaili vybojovala po výhře nad Ruskou Marií Kirilenkovou. Jednalo se o historicky první olympijský kov z tenisových soutěží pro Bělorusko. Spolu s Maxem Mirným vyhráli soutěž smíšené čtyřhry a stali se olympijskými vítězi.
Druhé grandslamové finále si zahrála na US Open 2012, do něhož nastoupila jako světová jednička. Ve čtvrtfinále přešla přes australskou obhájkyni titulu Samanthu Stosurovou, v semifinále si poradila se Šarapovovou. V boji o titul podávala ve třetím setu proti Sereně Williamsové na výhru v zápase, ale ztratila čtyři gamy v řadě a také celý zápas poměrem 2–6, 6–2 a 5–7.
v říjnu přidala dva tituly. Nejdříve na pekingské události Premier Mandatory China Open ve finále hladce porazila Marii Šarapovovou 6–3 a 6–1. V polovině měsíce vyhrála linecký Generali Ladies Linz, když na ni v rozhodujícím utkání nestačila Němka Julia Görgesová.

#### Maria Šarapovová
Maria Šarapovová získala v sezóně titul na Roland Garros, čímž jako šestá hráčka otevřené éry zkompletovala kariérní grandslam. Vrátila se také na čelo světového žebříčku a triumfovala na třech turnajích ve dvouhře.
Prvním vystoupením se stalo až Australian Open, do kterého vstupovala jako nasazená čtyřka. V semifinále svedla boj s druhou nasazenou Češkou Petrou Kvitovou, kterou porazila výsledkem 6–2, 3–6 a 6–4, přestože v rozhodující sadě doháněla ztrátu prohraného podání. Ve třetím finále na melbournském grandslamu se utkala o post světové jedničky s třetí nasazenou Viktorií Azarenkovou. Ze zápasu odešla poražena po jednoznačném výsledku 3–6 a 0–6. Na americkém BNP Paribas Open v Indian Wells se probojovala do finále, když na cestě pavoukem postupně přehrála Dulkovou 6–2, 6–0, Halepovou, Vinciovou, po více než tříhodinovém boji Kirilenkovou 3–6, 7–5, 6–2 a v semifinále po skreči Ivanovićovou. V boji o titul opět podlehla Azarenkovvé ve dvou sadách 2–6 a 3–6. Jako turnajová dvojka na Sony Ericsson Open měla v prvním kole volný los. Ve finále opět neuspěla, když zůstala na raketě světové pětky Agnieszky Radwańské po výsledku 5–7 a 4–6.

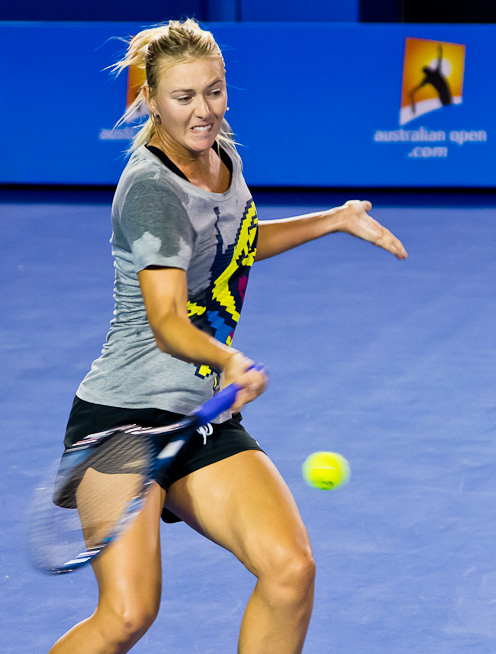
Maria Šarapovová na Australian Open

Na jediné antukové události okruhu hrané v hale, a to stuttgartském Porsche Tennis Grand Prix jako druhá nasazená prošla až do finále. V boji o titul narazila potřetí v sezóně na Azarenkovou a oplatila jí předchozí prohry, když vyhrála po setech 6–1 a 6–4. Na cestě za titulem porazila vítězky předešlých tří Grand Slamů.
Na modré antuce turnaje druhé nejvyšší kategorie Premier Mandatory – Mutua Madrileña Madrid Open nedokázala v semifinále přehrát pozdější madridskou vítězku Serenu Williamsovou, které podlehla 1–6 a 3–6.
Jako druhá nasazená došla na Rome Masters. do finále. V něm odvrátila mečbol Číňanky Li Na, kterou udolala po dvou hodinách a padesáti dvou minutách poměrem 4–6, 6–4 a 7–6(5). Úspěšnou obhajobou tak získala 26. titul na okruhu.
Do Paříže přijela v roli druhé nasazené a světové dvojky. Její první tři soupeřky v ženské dvouhře French open dokázaly uhrát pouhých pět her. V osmifinále narazila na Kláru Zakopalovou, která celodvorcovým tenisem vyhrála druhou sadu – jedinou, kterou Ruska na grandslamu ztratila. Šarapovová v rozhodujícím dějství zvítězila 6–2 a postoupila dále. Po výhrách ve čtvrtfinále nad Estonkou Kaiou Kanepiovou a v semifinále nad Petrou Kvitovou, na ni v boji o titul čekala turnajová jednadvacítka Sara Erraniová. Šarapovová Italku porazila 6–3 a 6–2. Tím jako desátá žena historie tenisu zkompletovala kariérní Grand Slam. Zajistila si tak pátý návrat na pozici světové jedničky.
Ve Wimbledonu vypadla ve čtvrtém kole s 15. nasazenou Němkou Sabinou Lisickou po setech 4–6 a 3–6. Tím ztratila pozici světové jedničky. Do londýnského olympijského turnaje hraného opět v All England Clubu necelý měsíc po skončení Wimbledonu vstupovala jako třetí nasazená. Na cestě do finále ztratila jediný set, který ji vzala v úvodním dějství třetího kola Němka Sabine Lisická po výhře v tiebreaku 10:8. Mezi posledními osmi si poradila s Kim Clijstersovou a v semifinále zdolala krajanku Kirilenkovou. V boji o zlatou medaili ji deklasovala Američanka Serena Williamsová po setech 0–6, 1–6, čímž získala při své olympijské premiéře stříbrný kov.
10. září se jako třetí tenistka na turnaj kvalifikovala Serena Williamsová.

#### Serena Williamsová
Serena Williamsová dominovala zejména letní části sezóny, v níž vyhrála dva grandslamy a vybojovala dvě zlaté olympijské medaile. Jako druhá tenistka historie zkompletovala tzv. Golden Slam, vítězství na všech čtyřech grandslamech a olympijských hrách.
Do melbournského Australian Open vstupovala jako dvanáctá nasazená. V osmifinále podlehla Rusce Jekatěrině Makarovové poměrem 2–6 a 3–6. Na floridském Miami Masters oplatila porážku z US Open Australance Stosurové, když vyhrála 7–5 a 6–3. Vítězství jí zajistilo návrat do elitní světové desítky. Ve čtvrtfinále však nestačila na Dánku Caroline Wozniackou, jíž podlehla poměrem 4–6 a 4–6. Následující týden zaznamenala premiérovou finálovou účast v sezóně, které dosáhla na turnaji v Charlestonu hraném na zelené antuce. V semifinále přešla hladce přes Stosurovou 6–1 a 6–1 a v boji o titul dalším jednoznačným výsledkem 6–0 a 6–1 vyhrála nad Luciíe Šafářovou. Jednalo se o jubilejní 40. titul její kariéry ve dvouhře na okruhu WTA.

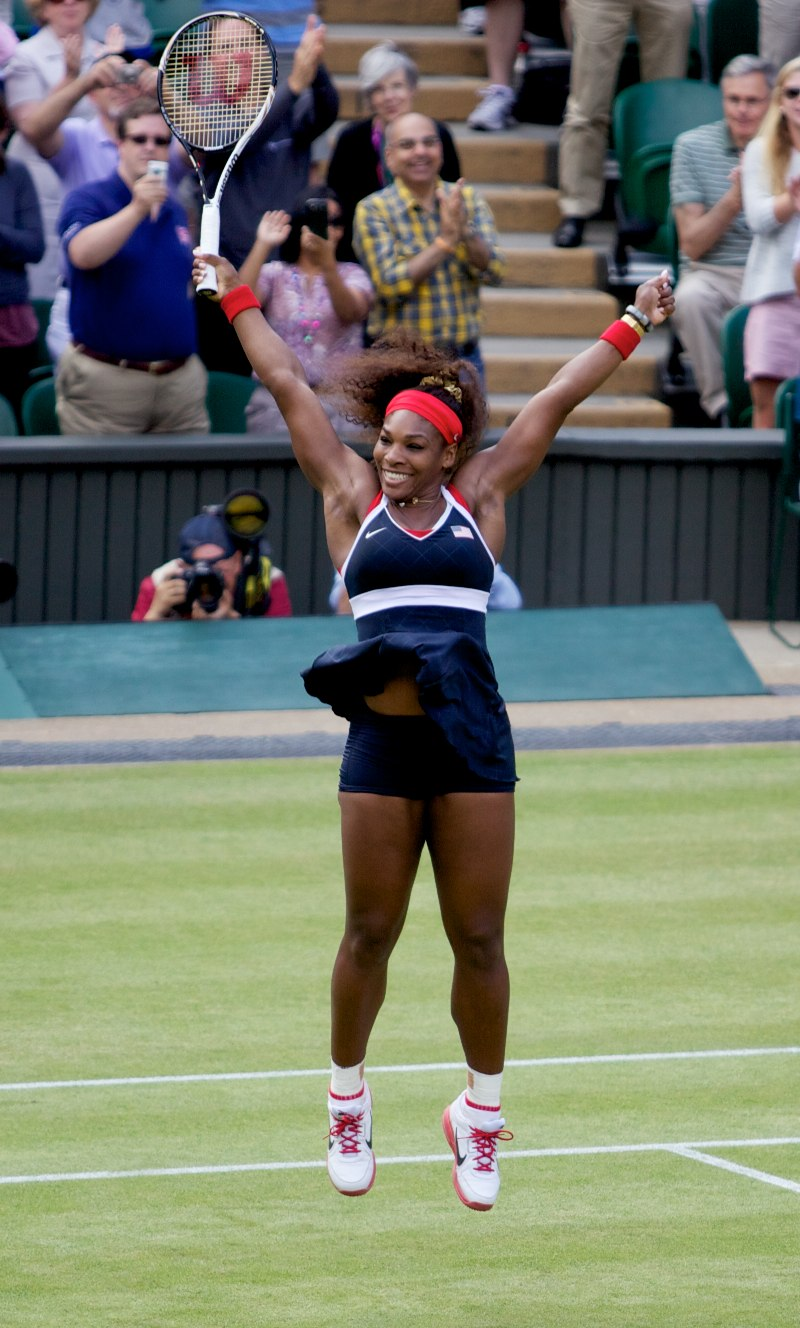
Výhra na londýnských olympijských hrách ve dvouhře

Evropskou sezónu zahájila na modré antuce madridského turnaje Mutua Madrileña Open, kde si zahrála finále. V něm si snadno poradila se světovou jedničkou Viktorií Azarenkovou výsledkem 6–1 a 6–3, čímž celkově získala 41. singlovou turnajovou trofej. Následně odletěla na Rome Masters, kde došla do semifinále. Na pařížském grandslamu French Open zaznamenala jako jedna z favoritek negativní osobní rekord. Z pozice páté nasazené tenistky skončila již v úvodním kole na raketě 111. hráčky světa Francouzky Virginie Razzanové po setech 6–4, 65–7 a 3–6, což znamenalo první prohru v úvodním kole dvouhry Grand Slamu v kariéře.
Ve třetím kole Wimbledonu proti Ťie Čengové nastřílela 23 es, což znamenalo nový ženský wimbledonský rekord. V osmifinále přešla přes Kazašku Jaroslavu Švedovovou a mezi posledními osmi se střetla s českou obhájkyní titulu Petrou Kvitovou, jíž nepovolila ani jeden set. Při semifinálové výhře nad světovou dvojkou Viktorií Azarenkovouá poměrem 6–3 a 7–66, posunula rekord na 24 es zahraných v utkání. V boji o mísu Venus Rosewater porazila Polku Agnieszku Radwańskou výsledkem 6–1, 5–7 a 6–2. Ve wimbledonské ženské čtyřhře nastoupila po boku sestry Venus. Ve finále zdolaly šestý nasazený pár Češek Andrea Hlaváčková a Lucie Hradecká výsledkem 7–5 a 6–4. Týden po londýnské události se objevila ve Stanfordu, kde obhajovala titul z pozice nasazené jedničky. Ve finále přehrála krajanku Coco Vandewegheovou, po setech 7–5 a 6–3.
Poté se vrátila zpět do Londýna, kde v semifinále ženské dvouhry olympijského turnaje deklasovala světovou jedničku Azarenkovoué 6–1 a 6–2. Ve finále pak smetla Mariu Šarapovovou poměrem 6–0 a 6–1. Během šesti zápasů Williamsová ztratila pouze 17 her, což představovalo poměr 81 % vyhraných gamů. Ziskem zlaté medaile ve dvouhře se po Steffi Grafové stala druhou tenistkou historie, která završila Golden Slam, tj. vyhrála na všech čtyřech grandslamech a také soutěž olympijských her ve dvouhře. V ženské čtyřhře nastoupila se sestrou Venus a celou soutěž opět vyhrály, jako tři týdny předtím ve Wimbledonu.
Na US Open zahrála sérií 23 vítězných gamů, kterou zahájila za stavu 4–4 v prvním setu utkání třetího kola s Jekatěrinou Makarovovou a ukončila ji až při poměru 3–0 první sady čtvrtfinále proti Aně Ivanovićové. V semifinále si poradila s Italkou Erraniovou a v boji o titul opět zdolala světovou jedničku Azarenkovou ve třech setech, přestože v rozhodujícím dějství již prohrávala 3–5 na gamy.
Čtvrtou hráčkou, která 24. září získala jistotu startu byla Agnieszka Radwańská.

#### Agnieszka Radwańská
Agnieszka Radwańská získala v sezóně tři singlové tituly, probojovala se do svého prvního finále na grandslamu a dosáhla na 2. místo žebříčku WTA.

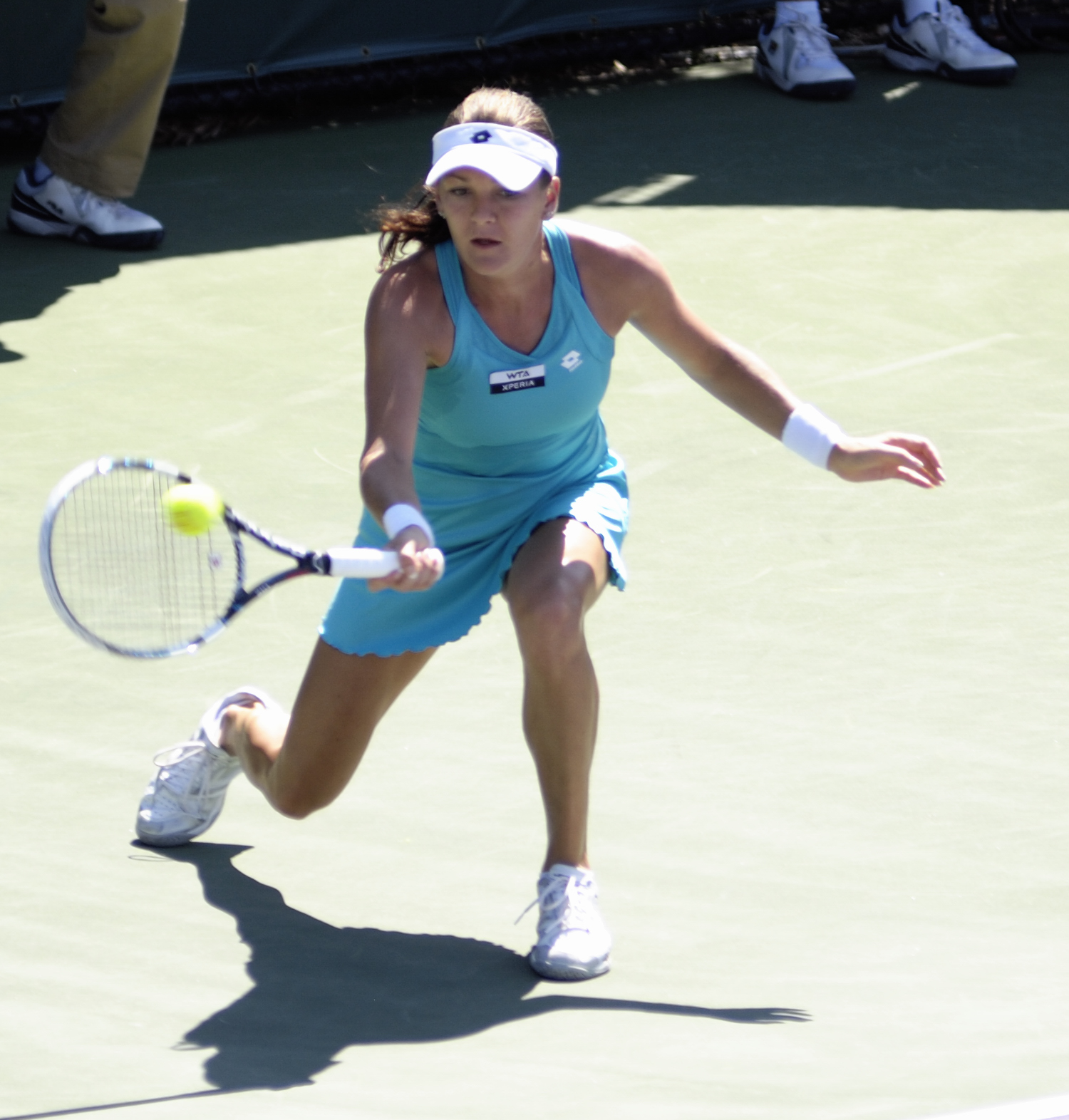
Agnieszka Radwańská v Miami

Australskou část okruhu zahájila semifinálovou účastí na Apia International Sydney. Do čtvrtfinále poté došla na melbournském Australian Open. První titul roku si připsala na Dubai Tennis Championships poté, co ve finále zdolala německou hráčku Julii Görgesovou poměrem 7–5 a 6–4. Druhou turnajovou trofej získala na americkém Sony Ericsson Open, když v boji o titul porazila Marii Šarapovovou po setech 7–5 a 6–4.
V antukové části sezóny si zahrála dvě turnajová semifinále, než vypadla v úvodním kole římského Internazionali BNL d'Italia s Petrou Cetkovskou 4–6, 6–4 a 1–6. Češka se stala po Azarenkové teprve druhou tenistkou, která ji dokázala od ledna porazit. Zlepšení formy zaznamenala na Brussels Open, kde získala třetí titul roku po finálové výhře nad Rumunkou Simonou Halepovou po setech 7–5 a 6–0. Na pařížském grandslamu French Open ji ve třetím kole vyřadila Světlana Kuzněcovová po hladkém průběhu 1–6 a 2–6.
Na travnatém Wimbledonu dosáhla první finálové účasti na grandslamu. V boji o titul však nestačila na favorizovanou Američanku Serenu Williamsovou výsledkem 1–6, 7–5 a 2–6. Na dvorce All England Clubu se vrátila o měsíc později londýnským olympijským turnajem, kde nepřešla přes první kolo. Její přemožitelkou se stala Julia Görgesová, které podlehla 5–7, 7–6(7–5) a 4–6.
Na newyorském US Open poprvé v kariéře prohrála s Italkou Robertou Vinciovou. Z osmifinále odešla poražena poměrem 1–6 a 4–6. V asijské sezóně obhajovala titul na japonském turnaji Toray Pan Pacific Open. Došla opět do finále, v němž zůstala na raketě Rusky Naděždy Petrovovéá po divokém průběhu setů 0–6, 6–1 a 3–6.
Dne 4. října zaplnily další tři účastnická místa Angelique Kerberová, Petra Kvitová a Sara Erraniová.

#### Angelique Kerberová

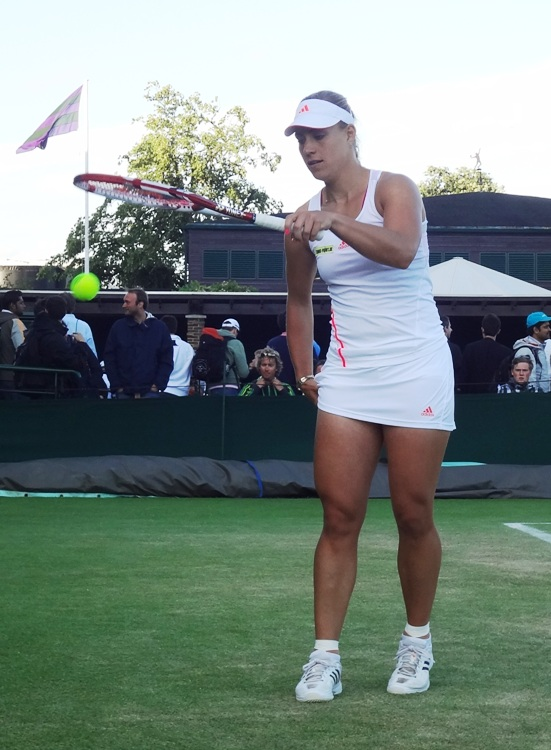
Angelique Kerberová ve Wimbledonu

Angelique Kerberová odehrála dosud svou nejlepší sezónu, v níž vyhrála dva turnaje ve dvouhře a poprvé postoupila do elitní světové desítky, až na 6. místo.
V přípravě na Australian Open se probojovala do dvou semifinále. V Melbourne Parku pak vypadla ve třetím kole s Ruskou Marií Šarapovovou po hladkém průběhu 1–6 a 2–6. Premiérový titul kariéry získala na pařížském Open GDF Suez, kde si ve finále poradila s francouzskou hráčkou Marion Bartoliovou poměrem 7–6(7–3), 5–7 a 6–3. Druhé vítězství přidala v polovině dubna na kodaňském e-Boks Open poté, co v boji o turnajový pohár zdolala dánskou obhájkyni titulu Caroline Wozniackou 6–4 a 6–4.
Na druhém grandslamu French Open skončila ve čtvrtfinále na raketě finalistky turnaje Sary Erraniové ve dvou setech 3–6 a 6–7(2–7). Během wimbledonské přípravy na eastbourneském turnaji AEGON International byla vyřazena Rakušankou Tamirou Paszekovou po dramatickém průběhu 7–5, 3–6 a 5–7, přestože v rozhodující sadě vedla 5–3 a neproměnila pět mečbolů. Ve Wimbledonu došla do svého druhého grandslamového semifinále. V něm ji porazila Agnieszka Radwańská 3–6 a 4–6.
Během letní části na amerických betonech si zahrála první finále turnaje Premier 5, do něhož prošla na Western & Southern Open. Její přemožitelkou se stala čínská tenistka Li Na, na kterou nestačila po setech 1–6, 6–3 a 1–6. Na newyorském US Open, kde obhajovala semifinálovou účast, skončila ve čtvrtém kole na raketě Italky Erraniové výsledkem 6–7(5–7) a 3–6.

#### Petra Kvitová
Petra Kvitová vyhrála v sezóně dva singlové turnaje na amerických betonech, které ji pomohly získat celkové prvenství na US Open Series. Na Turnaji mistryň obhajovala titul z předchozího ročníku.
Na počátku sezóny startovala v Hopmanově poháru po boku Tomáše Berdycha. V soutěži vyhrála všechny dvouhry, když postupně porazila Cvetanu Pironkovovou, Bethanie Mattekovou-Sandsovou, světovou jedničku Caroline Wozniackou a ve finále Marion Bartoliovou. Česko 24. ročník vyhrála bez ztráty jediného mezistátního zápasu.

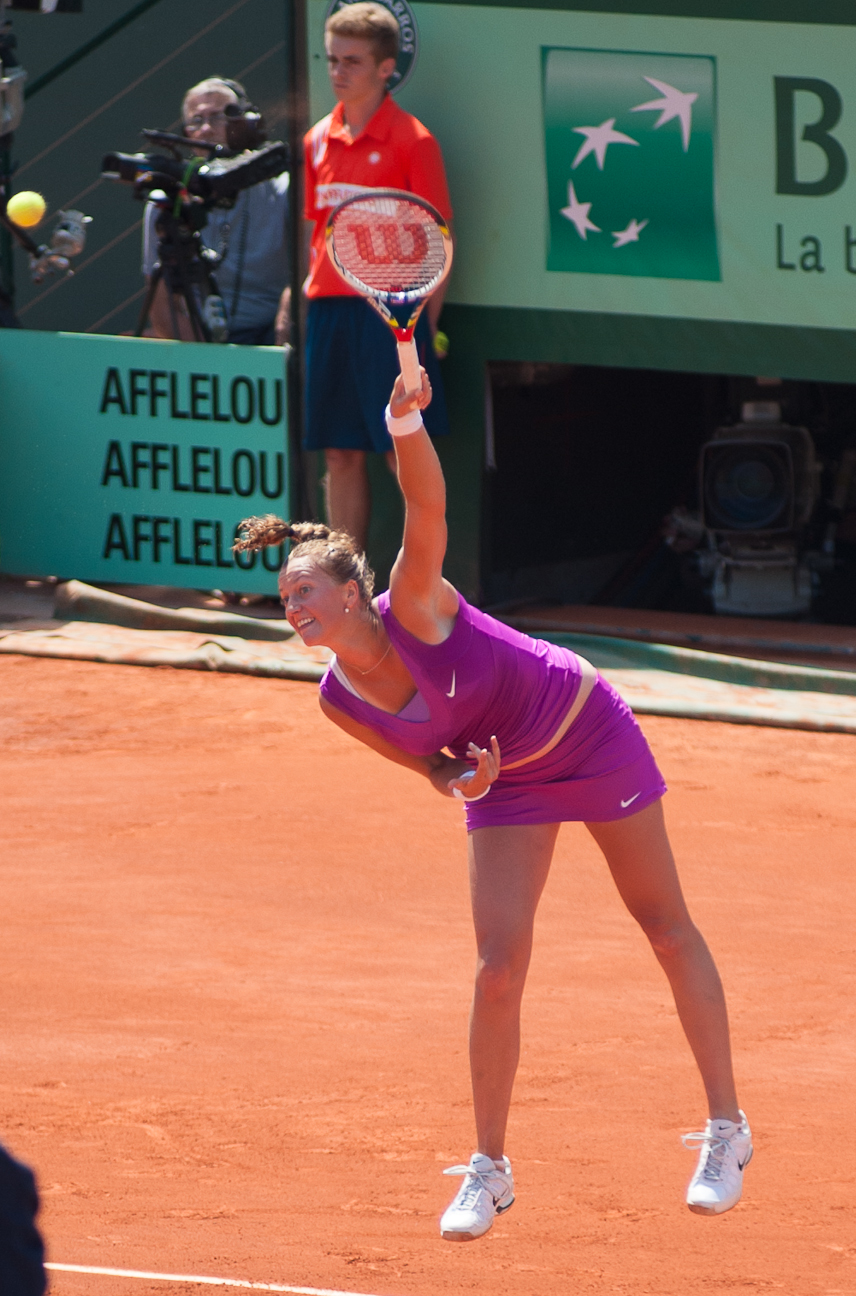
Petra Kvitová na French Open

Na prvních dvou turnajích se probojovala do semifinále. V Sydney prohrála se čtvrtou nasazenou Li Na a na melbournském grandslamu Australian Open skončila na raketě turnajové čtyřky Marie Šarapovové 2–6, 6–3, 4–6. Na amerických turnajích Premier Mandatory vypadla nejdříve ve třetím kole Indian Wells s Christine McHaleovou a poté nestačila ve druhé fázi Miami Masters na bývalou světovou jedničku Venus Williamsovou. Na antuce stuttgartské haly přešla přes Schiavoneovou a Kerberovou, aby v semifinále podruhé za sebou skončila na raketě Marie Šarapovové. Na madridskou modrou antuku vstupovala jako obhájkyně titulu, ale již ve druhém kole ji vyřadila kvalifikantka a krajanka Lucie Hradecká. V římském Internazionali BNL d'Italia pak odešla poražena mezi posledními osmi od Kerberové.
Na pařížském French Open nestačila v boji o postup do finále potřetí v sezóně na turnajovou dvojku Marii Šarapovovou poměrem 3–6 a 3–6. V prvním kole eastbournského AEGON International skončila na raketě ruské hráčky Jekatěriny Makarovové. Do Wimbledonu nastoupila jako čtvrtá nasazená. Ve čtvrtfinále podlehla po setech 3–6 a  5–7 dobře servírující turnajové šestce Sereně Williamsové.
Na olympijském turnaji v Londýně porazila na úvod Ukrajinku Katerynu Bondarenkovou ve třech setech 6–4, 5–7 a 6–4. Poté zdolala Číňanku Šuaj Pchengovou a Italku Flavií Pennetaovou. Konečnou fází se pro ni stalo čtvrtfinále, v němž podlehla Rusce Marii Kirilenkové ve dvou sadách. První titul sezóny získala na montréalském Canada Masters. V semifinále na její raketě zůstala bývalá světová jednička Dánka Caroline Wozniacká a ve finále přehrála čínskou turnajovou desítku Li Na ve třech setech, když rozhodující podání soupeřce sebrala za stavu 3–2 na gamy ve třetí sadě. Boj o titul pro ni představoval první finálový zápas hraný na americkém kontinentu. O dva týdny později přidala titul z turnaje v New Havenu, když ve finále oplatila čtvrtfinálovou olympijskou porážku Kirilenkové. Semifinálová účast v Cincinnati jí pomohla poprvé v kariéře vyhrát letní US Open Series. Na US Open 2012 byla vyřazena v osmifinále Marion Bartoliovou.

#### Sara Erraniová
Sara Erraniová zaznamenala nejlepší sezónu své profesionální kariéry. Vyhrála v ní čtyři turnaje ve dvouhře a spolu s Robertou Vinciovou osm turnajů ve čtyřhře, včetně prvních dvou grandslamů. Stala se deblovou světovou jedničkou a na singlovém žebříčku WTA pronikla poprvé do elitní desítky, až na 7. místo.

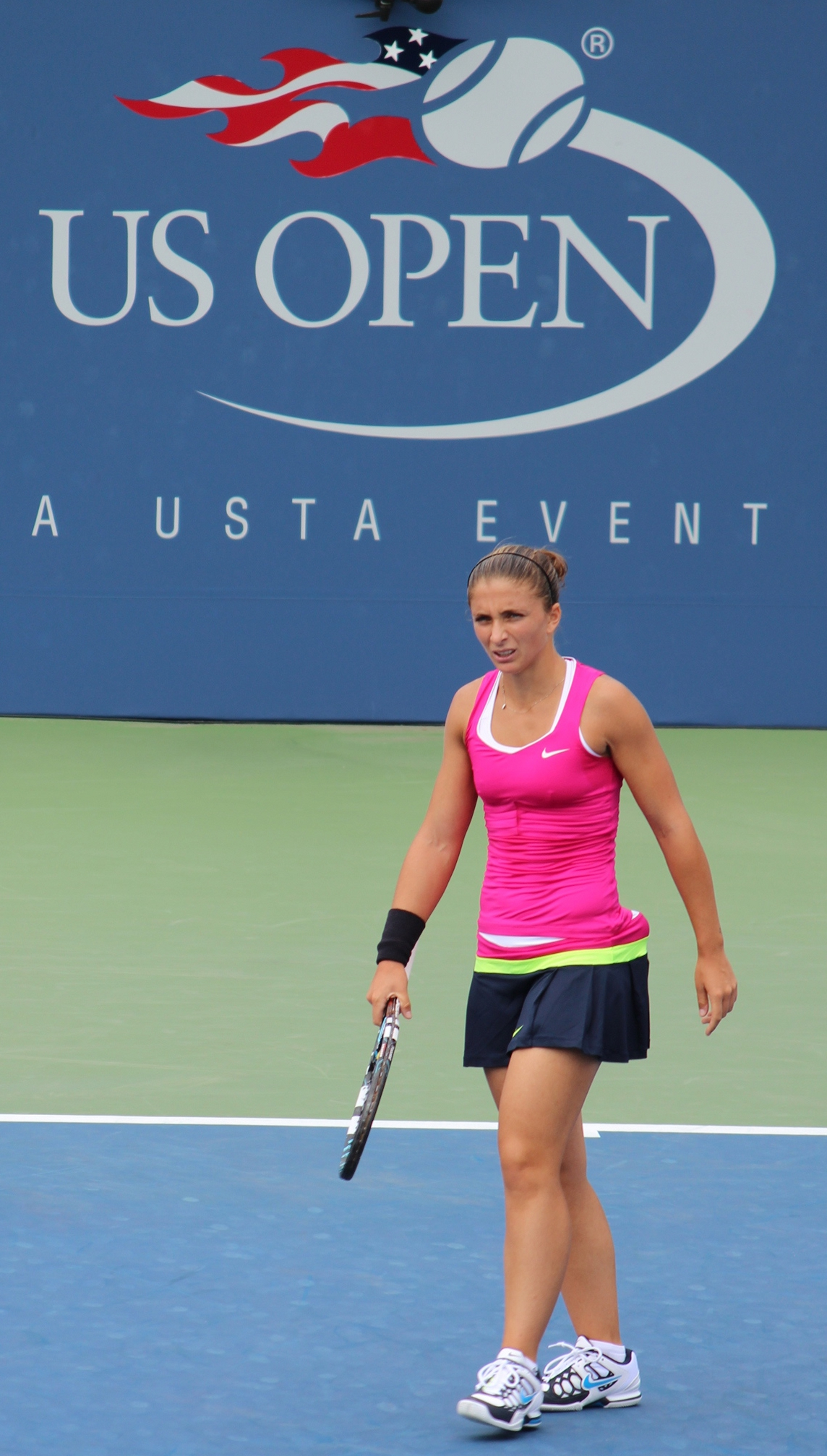
Sara Erraniová na US Open

Na Australian Open se poprvé v kariéře probojovala do čtvrtfinále, v němž ji porazila světová dvojka Petra Kvitová. V soutěži ženské čtyřhry došla s krajankou Robertou Vinciovou až do finále, v němž po třísetové bitvě nestačily na ruský pár Světlana Kuzněcovová a Věra Zvonarevová. Titul ve dvouhře si připsala z antukové události Abierto Mexicano Telcel v Acapulcu, když v posledních dvou utkáních přehrála krajanky, nejdříve Robertu Vinciovou 7–5, 6–1, a poté druhou nasazenou Flaviu Pennettaovou 6–7(5), 7–5, 6–0.
Na amerických událostech Premier Mandatory vypadla v úvodních kolech. Do katalánského Barcelona Ladies Open vstupovala z pozice sedmé nasazené. Neztratila na něm ani jeden set. Ve finále si poradila s Dominikou Cibulkovou hladce 6–2 a 6–2. Získala tak druhý titul sezóny. Dne 7. května pak vyhrála třetí událost roku Budapest Grand Prix, když v posledním utkání turnaje zdolala Jelenu Vesninovou a vyrovnala italský ženský rekord krajanky Roberty Vinciové v nejvyšším počtu singlových titulů za jednu sezónu.
Od února do června s Vinciovou triumfovaly na pěti turnajích ve čtyřhře, a to postupně v Monterrey, Acapulcu, Barceloně, na modré antuce v Madridu a v Římě. Do finále debla se probojovaly na prvních dvou grandslamech, jak na Australian Open, tak na French Open. Na French Open přidala i finálovou účast v ženské dvouhře, kde v boji o Pohár Suzanne Lenglenové nastoupila proti Marii Šarapovové, se kterou prohrála 2:0 na sety. V následné pondělní klasifikaci žebříčku WTA po French Open si zajistila posun o čtrnáct příček na 10. místo ve dvouhře. Ve třetím kole Wimbledonu ji Kazaška Jaroslava Švedovová jako první hráčka otevřené éry uštědřila tzv. Zlatý set, když neuhrála v úvodní sadě ani jeden míč. Druhý set prohrála 4–6 a byla vyřazena. Úspěšnou antukovou sezónu završila červencovým titulem na italském Internazionali Femminili di Palermo, kde ve finále zdolala Barboru Záhlavovou-Strýcovou po hladkém průběhu 6–1 a 6–3.
Na newyorském grandslamu US Open došla do semifinále dvouhry, v němž nestačila na favorizovanou Serenu Williamsovou. S Vinciovou pak získala deblový titul poté, co ve finále porazily třetí nasazené Hlaváčkovou s Hradeckou. Díky těmto výsledkům se v následné pondělní klasifikaci z 10. září posunula na 7. místo ve dvouhře a po Pennettaové se jako druhá Italka v historii stala světovou jedničkou ve čtyřhře.
Jako poslední osmá hráčka získala 5. října jistotu účasti Li Na poté, co postoupila do semifinále China Open.

#### Li Na
Li Na se v sezóně probojovala do čtyř singlových finále, z nichž jediné proměnila v zisk turnajového titulu.

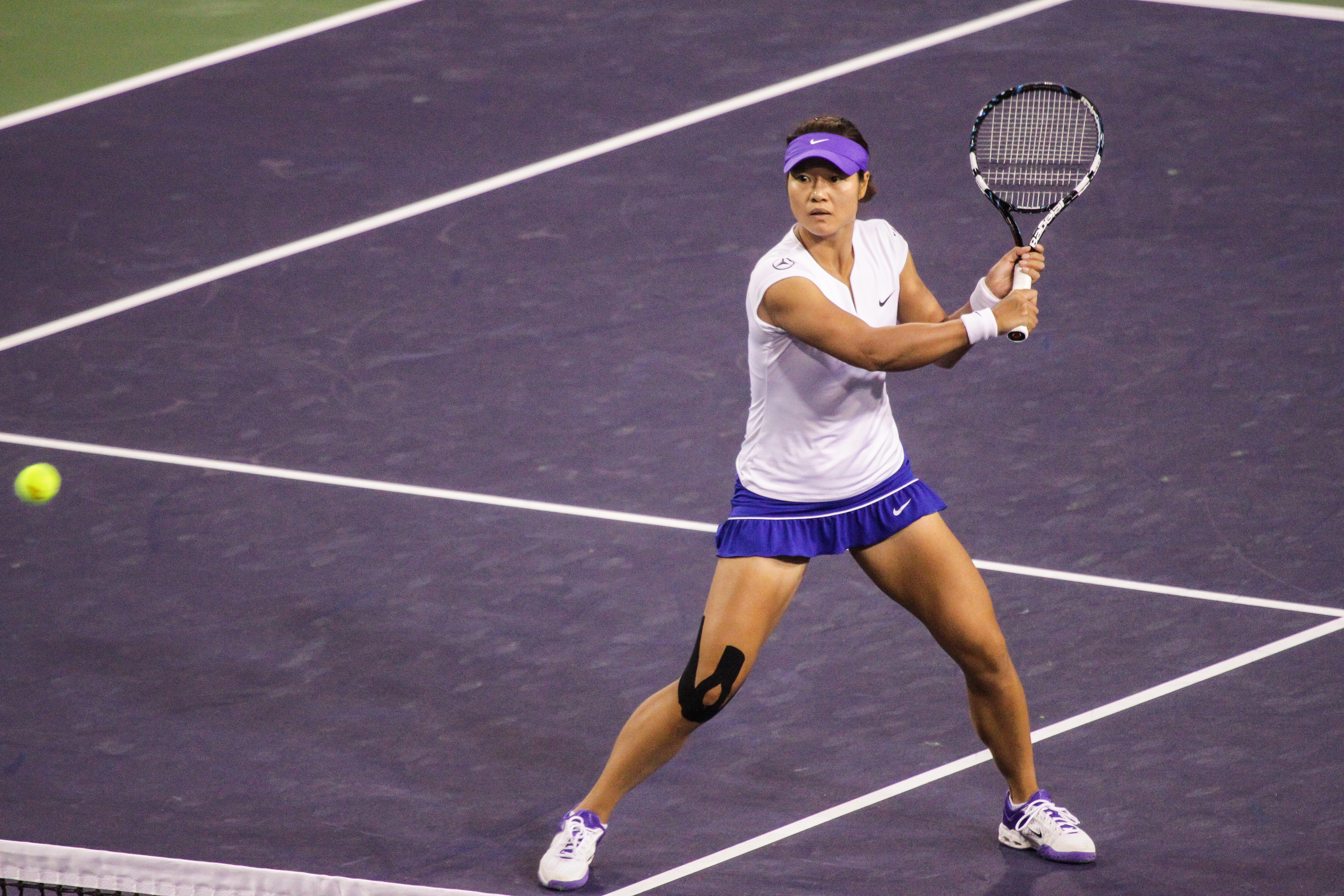
Li Na v Indian Wells

V australském úvodu sezóny si zahrála finále na Apia International Sydney, v němž podlehla Viktorii Azarenkové poměrem 2–6, 6–1 a 3–6. Na grandslamu Australian Open skončila v osmifinále na raketě Belgičanky Kim Clijstersové po třísetové bitvě 6–4, 6–7(6–8) a 4–6, když v tiebreaku druhé sady neproměnila ani jeden ze čtyř mačbolů v řadě. Ve zkrácené hře již vedla 6–2, ale následně ztratila šest míčů za sebou a poté i třetí set. Druhé finále sezóny odehrála na římské antuce Internazionali BNL d'Italia, kde ji porazila Maria Šarapovová po setech 6–4, 4–6 a 6–7(5–7), přestože ve druhém dějství již vedla 4–0 na gamy. Na pařížském French Open, kde obhajovala titul, skončila ve čtvrtém kole na raketě Kazašky Jaroslavy Švedovové 6–3, 2–6 a 0–6.
Z travnatého Wimbledonu odešla poražena již ve druhém kole poté, co nestačila na rumunskou tenistku Soranu Cîrsteovou po setech 3–6 a 4–6. Zlepšení formy zaznamenala až na amerických betonech, kde se nejdříve probojovala do finále na kanadském Rogers Cupu. Její přemožitelkou se v něm stala Češka Petra Kvitová po výsledku 5–7, 6–2 a 3–6. Na dalším turnaji US Open Series již získala první titul sezóny. Ve finále Western & Southern Open zdolala Němku Angelique Kerberovou po třísetovém průběhu 1–6, 6–3, 6–1 a zajistila si celkově druhé místo v sérii US Open. Na US Open ukončila její účast ve třetím kole turnaje britská teenagerka Laura Robsonová, když vyhrála poměrem 4–6, 7–6(7–5) a 2–6.

### Náhradnice
První náhradnicí byla Australanka Samantha Stosurová. která se v sezóně probojovala do dvou singlových finále, ale pokaždé z nich odešla poražena. Prvním z nich se stalo finále turnaje Qatar Total Open, v němž hladce podlehla nejvýše nasazené Viktorii Azarenkové poměrem 1–6 a 2–6. Druhé pak odehrála v říjnu na Kremlin Cupu, kde nestačila na Dánku Caroline Wozniackou ve třech setech 2–6, 6–4 a 5–7, přestože v rozhodující sadě vedla 3–1 na gamy. Semifinálové účasti dosáhla na antukovém grandslamu French Open, kde zůstala na raketě Italky Sary Erraniové poměrem 5–7, 6–1 a 3–6. Na US Open přijížděla v roli obhájkyně titulu. Konečnou fází se pro ni stalo čtvrtfinále, v němž ji zdolala světová jednička Azarenková po třísetovém průběhu 1–6, 6–4 a 6–7(5–7).
Druhou náhradnicí se stala Francouzka Marion Bartoliová, která v této pozici působila druhý rok za sebou. Premiérové finále sezóny odehrála na Open GDF Suez, v němž odešla poražena od Angelique Kerberové po setech 6–7(3–7), 7–5 a 3–6. Podruhé si o titul zahrála na americkém turnaji Mercury Insurance Open, kde ji zdolala Slovenka Dominika Cibulková poměrem –16 a 5–7. Čtvrtfinálovou účast si připsala na posledním grandslamu US Open, na němž byla vyřazena turnajovou dvojkou Marií Šarapovovou po třísetovém průběhu 6–3, 3–6 a 4–6.

### Předešlý poměr vzájemných zápasů
Tabulka uvádí poměr vzájemných zápasů hráček před turnajem mistryň. Stav k  7. říjnu 2012.
|    |                     | Azarenka | Šarapova | Williams | Radwańska | Kerber | Kvitová | Errani | Li  | Celkem | V/P 2012 |
| 1. | Viktoria Azarenková |          | 7–4      | 1–10     | 11–3      | 2–0    | 2–4     | 4–1    | 4–4 | 31–26  | 63–8     |
| 2. | Maria Šarapovová    | 4–7      |          | 2–9      | 7–2       | 3–1    | 4–2     | 1–0    | 8–4 | 29–25  | 56–10    |
| 3. | Serena Williamsová  | 10–1     | 9–2      |          | 3–0       | 1–1    | 3–0     | 4–0    | 5–1 | 35–5   | 53–4     |
| 4. | Agnieszka Radwańská | 3–11     | 2–7      | 0–3      |           | 4–2    | 0–3     | 5–1    | 3–5 | 17–32  | 57–17    |
| 5. | Angelique Kerberová | 0–2      | 1–3      | 1–1      | 2–4       |        | 2–1     | 1–2    | 1–5 | 8–18   | 60–19    |
| 6. | Petra Kvitová       | 4–2      | 2–4      | 0–3      | 3–0       | 1–2    |         | 3–0    | 2–2 | 15–13  | 45–15    |
| 7. | Sara Erraniová      | 1–4      | 0–1      | 0–4      | 1–5       | 2–1    | 0–3     |        | 0–5 | 4–23   | 54–20    |
| 8. | Li Na               | 4–4      | 4–8      | 1–5      | 5–3       | 5–1    | 2–2     | 5–0    |     | 26–23  | 41–15    |

- V/P 2012 – počet vítězných utkání (V) – prohraných utkání (P) v sezóně 2012

## Ženská čtyřhra

### Nasazení párů
| Poř. | Dvojice                             | Body   | Turnajů | Kvalifikovány |
| ---- | ----------------------------------- | ------ | ------- | ------------- |
| 1.   | Sara Erraniová Roberta Vinciová     | 10 097 | 15      | 6. září       |
| 2.   | Andrea Hlaváčková Lucie Hradecká    | 7 100  | 13      | 10. září      |
| 3.   | Liezel Huberová Lisa Raymondová     | 7 036  | 19      | 10. září      |
| 4.   | Maria Kirilenková Naděžda Petrovová | 5 005  | 11      | 20. října     |

### Kvalifikované páry
Italský pár Sara Erraniová a Roberta Vinciová si jako první 6. září zajistil účast na Turnaji mistryň.

#### Sara Erraniová a Roberta Vinciová
Sara Erraniová a Roberta Vinciová zaznamenaly v sezóně strmý vzestup, když vyhrály osm turnajů, včetně dvou grandslamů. Vyrovnané výkony v průběhu celého roku se odrazily v žebříčkovém postavení. Obě hráčky se v závěrečné fázi okruhu postupně staly světovými jedničkami ve čtyřhře, když Vinciová na této pozici vystřídala Erraniovou.
Premiérový titul sezóny si připsaly v únoru na mexickém Monterrey Open po finálové výhře nad zkušeným japonsko-čínským párem Kimiko Dateová a Čang Šuaj poměrem 6–2, 7–6(8–6). Na druhou výhru dosáhly následující týden na acapulském Abierto Mexicano Telcel, když si v boji o titul poradily se španělskou dvojicí Lourdes Domínguezová Linová a Arantxa Parraová Santonjaová po hladkém průběhu 6–2 a 6–1. V dubnu pak triumfovaly na evropslé antuce během Barcelona Ladies Open, kde si bez problémů poradily s krajankami Flavií Pennettaovou a Francescou Schiavoneovou jednoznačným výsledkem 6–0 a 6–2.
Poté zaznamenaly sérii čtyř turnajových výher v řadě a pokaždé se v boji o titul utkaly s ruskými soupeřkami. Šňůra začala v polovině května na modré antuce Mutua Madrid Open, kde zdolaly dvojici Jekatěrina Makarovová a Jelena Vesninová 6–1, 3–6 a [10–4]. O týden později se všechny hráčky potkaly ve finále římského Internazionali BNL d'Italia, opět s vítězným koncem pro Italky, tentokrát poměrem 6–2 a 7–5. Premiérovým grandslamovým vítězstvím se stalo pařížské Roland Garros, kde rozhodující bitvu s výsledkem 4–6, 6–4 a 6–2, sehrály proti páru Maria Kirilenková a Naděžda Petrovová. Na vítězné vlně se udržely i v dalším turnaji UNICEF Open, kde na jejich raketách zůstaly ve finále znovu Kirilenková s Petrovovou po těsné bitvě 6–4, 3–6 a [11–9]. Druhou grandslamovou trofej si přivezly z newyorského US Open, na němž ve finále nedaly šanci Češkám Andree Hlaváčkové a Lucii Hradecké po setech 6–4 a 6–2.
Dvakrát v sezóně odešly jako poražené finalistky, a pokaždé se jejich přemožitelkami staly ruské tenistky. Nejdříve nestačily na lednovém Australian Open na pár Světlana Kuzněcovová a Věra Zvonarevová ve třech sadách 7–5, 4–6 a 3–6. Na březnovém Miami Masters je zdolaly také Kirilenková s Petrovovou, když po prvních dvou setech 6–7(0–7) a 6–4, o osudu utkání rozhodl až závěrečný supertiebreak [4–10].
Dne 10. září získaly jistotu startu dvě dvojice – český pár Andrea Hlaváčková a Lucie Hradecká a americké obhájkyně titulu Liezel Huberová s Lisou Raymondovou.

#### Andrea Hlaváčková a Lucie Hradecká
Andrea Hlaváčková a Lucie Hradecká vyhrály v sezóně celkově čtyři tituly, čtyřikrát odešly z finále poraženy, a to včetně dvou grandslamů a letních olympijských her. Dvojice vyhrála všechny tři halové turnaje, do nichž v roce nastoupila. Před začátkem istanbulské události dosáhly na svá žebříčková maxima ve čtyřhře, když Hlaváčková figurovala na třetí a Hradecká na čtvrté příčce.
Premiérový titul získaly na zahajovacím lednovém turnaji sezóny ASB Classic hraném v Aucklandu, když ve finále zdolaly německo-italskou dvojici Julia Görgesová a Flavia Pennettaová po setech 6–7(2–7), 6–2 a [10–7]. Na konci února přidaly na americkém Memphis International druhou trofej poté, co si v boji o titul poradily s ruskými hráčkami Věra Duševinovou a Olgou Govorcovovou poměrem 6–3 a 6–4.
V následující fázi sezóny neprošly do finále až do začátku letní části hrané na trávě. Červencovou účastí ve finále Wimbledonu však nastartovaly sérii pěti finálových účastí v řadě. Na dvorcích All England Clubu nestačily v boji o titul na americké sestry Serenu a Venus Williamsovy, jimž podlehly 5–7 a 4–6. O měsíc později se na wimbledonský pažit vrátily londýnským olympijským turnajem. V posledním utkání soutěže opět podlehly sestrám Williamsovým po dvousetovém průběhu 4–6, 4–6 a získaly stříbrné medaile. Nejprestižnější titul sezóny si připsaly na cincinnatském Western & Southern Open, když si ve finále poradily se slovinsko-čínským párem Katarina Srebotniková a Čeng Ťie ve dvou sadách 6–1 a 6–3. Následující týden se probojovaly do finále New Haven Open at Yale, kde jim vrátily olympijskou semifinálovou porážku světové jedničky Liezel Huberová ä Lisa Raymondová poměrem 6–4, 0–6 a [4–10].
Druhé grandslamové finále roku si zahrály na newyorském US Open, z něhož odešly poraženy od italské dvojice Sara Erraniová a Roberta Vinciová 4–6 a 2–6. Jednalo se o vůbec první prohru Češek s tímto párem na okruhu. Čtvrtý titul pak zaznamenaly v polovině října na lucemburském BGL Luxembourg Open, kde v boji o titul přehrály rumunský pár Irina-Camelia Beguová a Monica Niculescuová poměrem 6–3 a 6–4.

#### Liezel Huberová a Lisa Raymondová
Liezel Huberová a Lisa Raymondová vstupovaly do sezóny jako světové jedničky. Vyhrály v ní pět titulů a třikrát odešly z finále poraženy.
Poté, co prohrály lednové finále v Sydney, během února a března dokázaly vyhrát čtyři turnaje v řadě. Vítězná série začala na pařížském Open GDF Suez, kde si v boji o titul poradily s německo-chorvatským párem Anna-Lena Grönefeldová a Petra Martićová poměrem 7–6(7–3) a 6–1. Ve finále Qatar Total Open, konaného v Dauhá, pokračovaly hladkou výhrou nad krajankami Raquel Kopsovou-Jonesovou a Abigail Spearsovou 6–3 a 6–1. Vítězstvím nad indicko-ruským párem Sania Mirzaová a Jelena Vesninová po jednoznačném průběhu 6–2 a 6–1, si připsaly třetí titul na Dubai Tennis Championships. Šňůru završily v Indian Wells turnajem BNP Paribas Open, a to opět po hladké výhře nad Mirzaovou s Vesninovou tentokrát v poměru 6–2 a 6–3.
Na poslední pátý titul však musely čekat až do konce srpna, kdy triumfovaly na New Haven Open at Yale po výhře nad Hlaváčkovovou a Hradeckou 4–6, 6–0 a [10–4]. Na Hrách XXX. olympiády došly do semifinále, kde je zdolal český pár Hlaváčková s Hradeckou. V boji o bronzovou medaili pak po třísetovém průběhu utkání 4–6, 6–4 a 6–1 podlehly Ruskám Marii Kirilenkové a Naděždě Petrovové.
Ve třech finále sezóny neuspěly. Nejdříve na Apia International Sydney podlehly česko-slovinské dvojici Květa Peschkeová a Katarina Srebotniková až v supertiebreaku [11–13]. Druhou porážku utrpěly na AEGON Classic od maďarsko-tchajwanského páru Tímea Babosová a Sie Šu-wej 5–7, 7–6(7–2) a [8–10], a konečně po prohraném prvním setu boj o titul předčasně vzdaly na AEGON International španělským soupeřkám Nurii Llagosteraové Vivesové a Maríi José Martínezové Sánchezové.
Jako poslední se na turnaj 20. října kvalifikovala ruská dvojice Maria Kirilenková a Naděžda Petrovová poté, co v semifinále Kremlin Cupu porazila americký pár Raquel Kopsová-Jonesová a Abigail Spearsová. Jednalo se o přímý souboj o poslední postupové místo a Američanky po prohře skončily na pátém místě žebříčku WTA Race.

#### Maria Kirilenková a Naděžda Petrovová
Maria Kirilenková a Naděžda Petrovová vytvořily v sezóně 2012 nový společný pár. Vyhrály jeden turnaj, třikrát odešly z finále poraženy, včetně jednoho grandslamu.
Debutové finále, do něhož se probojovaly, odehrály v závěru března na miamském Sony Ericsson Open. Zdolaly v něm italský pár Sara Erraniová a Roberta Vinciová ve vyrovnaném utkání 7–6(7–0), 4–6, až v supertiebreaku [10–4]. První společné finále na grandslamu dosáhly na pařížském French Open, kde opět čelily Erraniové s Vinciovou. Italky jim oplatily porážku z Miami, když jim podlehly poměrem 6–4, 4–6 a 2–6. V předchozím semifinále přešly přes Češky Hlaváčkovou s Hradeckou. Potřetí si se stejnou italskou dvojicí o titul zahrály na UNICEF Open, kde znovu triumfovaly Erraniová s Vinciovou, tentokrát z pohledu Rusek výsledkem 4–6, 6–3 a [9–11].
Na londýnských Letních olympijských hrách vypadly v semifinále se sestrami Serenou a Venus Williamsovými. V utkání o bronzový kov přehrály americké světové jedničky Liezel Huberovou a Lisu Raymondovou.
Na americkém turnaji Mercury Insurance Open vytvořila Petrovová dvojici s americkou deblovou specialistkou Vaniou Kingovou. Poté, co se probojovaly do finále, podlehly v něm sehrané americké dvojici Raquel Kopsová-Jonesová a Abigail Spearsová ve dvou setech 2–6 a 4–6. Petrovová si další turnajové finále zahrála v páru se Slovinkou Katarinou Srebotnikovou, a to na kanadském Rogers Cupu. Zde se jejich pokořitelem stal polsko-francouzský pár Klaudia Jansová-Ignaciková a Kristina Mladenovicová, který po vyrovnaném stavu setů 5–7, 6–2, získal supertiebreak poměrem [10–7]. Na říjnovém Kremlin Cupu již obě Rusky startovaly opět společně a v boji o titul neuspěly proti krajankám Jekatěrině Makarovové a Jeleně Vesninové, když jim podlehly 3–6, 6–1 a [8–10].

## Průběh turnaje

### 1. den: 23. října 2012
Agnieszka Radwańská ukončila halovou neporazitelnost obhájkyně titulu Petry Kvitové, která trvala 25 zápasů v řadě.
| Zápasy hrané v Sinan Erdem Dome               | Zápasy hrané v Sinan Erdem Dome | Zápasy hrané v Sinan Erdem Dome | Zápasy hrané v Sinan Erdem Dome |
| Skupina                                       | Vítězky                         | Poražené                        | Výsledek                        |
| --------------------------------------------- | ------------------------------- | ------------------------------- | ------------------------------- |
| Bílá                                          | Agnieszka Radwańská [4]         | Petra Kvitová [6]               | 6–3, 6–2                        |
| Červená                                       | Serena Williamsová [3]          | Angelique Kerberová [5]         | 6–4, 6–1                        |
| Bílá                                          | Maria Šarapovová [2]            | Sara Erraniová [7]              | 6–3, 6–2                        |
| 1. zápas byl zahájen v 16:00 SELČ (14:00 UTC) |                                 |                                 |                                 |

### 2. den: 24. října 2012
| Zápasy hrané v Sinan Erdem Dome               | Zápasy hrané v Sinan Erdem Dome | Zápasy hrané v Sinan Erdem Dome | Zápasy hrané v Sinan Erdem Dome |
| Skupina                                       | Vítězky                         | Poražené                        | Výsledek                        |
| --------------------------------------------- | ------------------------------- | ------------------------------- | ------------------------------- |
| Červená                                       | Serena Williamsová [3]          | Li Na [8]                       | 7–6(7–2), 6–3                   |
| Červená                                       | Viktoria Azarenková [1]         | Angelique Kerberová [5]         | 6–7(11–13), 7–6(7–2), 6–4       |
| Bílá                                          | Maria Šarapovová [2]            | Agnieszka Radwańská [4]         | 5–7, 7–5, 7–5                   |
| 1. zápas byl zahájen v 16:00 SELČ (14:00 UTC) |                                 |                                 |                                 |

### 3. den: 25. října 2012
| Zápasy hrané v Sinan Erdem Dome               | Zápasy hrané v Sinan Erdem Dome | Zápasy hrané v Sinan Erdem Dome | Zápasy hrané v Sinan Erdem Dome |
| Skupina                                       | Vítězky                         | Poražené                        | Výsledek                        |
| --------------------------------------------- | ------------------------------- | ------------------------------- | ------------------------------- |
| Červená                                       | Li Na [8]                       | Angelique Kerberová [5]         | 6–4, 6–3                        |
| Červená                                       | Serena Williamsová [3]          | Viktoria Azarenková [1]         | 6–4, 6–4                        |
| Bílá                                          | Sara Erraniová [7]              | Samantha Stosurová [9]          | 6–3, 2–6, 6–0                   |
| 1. zápas byl zahájen v 16:00 SELČ (14:00 UTC) |                                 |                                 |                                 |

### 4. den: 26. října 2012
| Zápasy hrané v Sinan Erdem Dome               | Zápasy hrané v Sinan Erdem Dome | Zápasy hrané v Sinan Erdem Dome | Zápasy hrané v Sinan Erdem Dome |
| Skupina                                       | Vítězky                         | Poražené                        | Výsledek                        |
| --------------------------------------------- | ------------------------------- | ------------------------------- | ------------------------------- |
| Bílá                                          | Maria Šarapovová [2]            | Samantha Stosurová [9]          | 6–0, 6–3                        |
| Bílá                                          | Agnieszka Radwańská [4]         | Sara Erraniová [7]              | 6–7(6–8), 7–5, 6–4              |
| Červená                                       | Viktoria Azarenková [1]         | Li Na [8]                       | 7–6(7–4), 6–3                   |
| 1. zápas byl zahájen v 16:00 SELČ (14:00 UTC) |                                 |                                 |                                 |

### 5. den: 27. října 2012
| Zápasy hrané v Sinan Erdem Dome                                                | Zápasy hrané v Sinan Erdem Dome         | Zápasy hrané v Sinan Erdem Dome     | Zápasy hrané v Sinan Erdem Dome |
| Semifinále                                                                     | Vítězky                                 | Poražené                            | Výsledek                        |
| ------------------------------------------------------------------------------ | --------------------------------------- | ----------------------------------- | ------------------------------- |
| Čtyřhra                                                                        | Andrea Hlaváčková Lucie Hradecká [2]    | Liezel Huberová Lisa Raymondová [3] | 7–6(8–6), 6–1                   |
| Dvouhra                                                                        | Serena Williamsová [3]                  | Agnieszka Radwańská [4]             | 6–2, 6–1                        |
| Dvouhra                                                                        | Maria Šarapovová [2]                    | Viktoria Azarenková [1]             | 6–4, 6–2                        |
| Čtyřhra                                                                        | Maria Kirilenková Naděžda Petrovová [4] | Sara Erraniová Roberta Vinciová [1] | 1–6, 6–3, [10–4]                |
| 1. zápas čtyřhry byl zahájen ve 12:00 SELČ, 1. zápas dvouhry pak ve 14:00 SELČ |                                         |                                     |                                 |

### 6. den: 28. října 2012
| Zápasy hrané v Sinan Erdem Dome                                       | Zápasy hrané v Sinan Erdem Dome         | Zápasy hrané v Sinan Erdem Dome      | Zápasy hrané v Sinan Erdem Dome |
| Finále                                                                | Vítězky                                 | Poražené                             | Výsledek                        |
| --------------------------------------------------------------------- | --------------------------------------- | ------------------------------------ | ------------------------------- |
| Čtyřhra                                                               | Maria Kirilenková Naděžda Petrovová [4] | Andrea Hlaváčková Lucie Hradecká [2] | 6–1, 6–4                        |
| Dvouhra                                                               | Serena Williamsová [3]                  | Maria Šarapovová [2]                 | 6–4, 6–3                        |
| Finále čtyřhry bylo zahájeno ve 13:30 SEČ, finále dvouhry v 16:00 SEČ |                                         |                                      |                                 |